# Dolce Candy/Teodoro e l'invenzione che non va
Dolce Candy/Teodoro e l'invenzione che non va è il 61° singolo discografico di Cristina D'Avena, pubblicato nel 1989.

## Descrizione
Il brano era la seconda sigla dell'anime Candy Candy, scritta da Alessandra Valeri Manera su musica e arrangiamento di Carmelo Carucci. La base musicale fu utilizzata anche per la sigla francese "Erika" e per quella spagnola "Eriko". Sul lato B è incisa la sigla "Teodoro e l'invenzione che non va" sigla dell'anime omonimo, scritta da Alessandra Valeri Manera su musica e arrangiamento di Vincenzo Draghi. La base musicale fu utilizzata anche per la sigla francese "Angie, detective en herbe" (1990).
Entrambi i brani sono stati inseriti nella compilation Fivelandia 7 e in altre raccolte.

## Tracce
Lato A
1. Dolce Candy – 2:43 (Alessandra Valeri Manera-Carmelo Carucci)

Lato B
1. Teodoro e l'invenzione che non va – 3:04 (Alessandra Valeri Manera-Vincenzo Draghi)